# De Tiltenberg
De Tiltenberg is een centrum voor kerkelijke opleidingen in Vogelenzang in de Nederlandse gemeente Bloemendaal. Het herbergt het Grootseminarie Het Willibrordhuis, de priesteropleiding van het bisdom Haarlem-Amsterdam en het Theologisch Instituut Sint-Bonifatius, de diaken- en catechistenopleiding van het bisdom Haarlem-Amsterdam en het Centrum voor de Sociale Leer van de Kerk.

## Geschiedenis van De Tiltenberg
Rond 1930 werd het landgoed De Tiltenberg verworven door het Gezelschap van de Vrouwen van Nazareth. Deze rooms-katholieke gemeenschap was in 1922 gesticht door de jezuïet Jacques van Ginneken (1877-1945) met de bedoeling een bijdrage te leveren aan de verbreiding van het geloof. Bekend werd dit Gezelschap vooral door de ‘Graalbeweging’, het werk voor katholieke meisjes en jonge vrouwen, dat op uitnodiging van de bisschop van Haarlem in 1928 werd opgezet. Aan deze activiteit kwam in de Tweede Wereldoorlog op last van de bezetter een einde. Na de oorlog richtten de Vrouwen van Nazareth zich bij voorkeur op de ontwikkeling van vrouwen in binnen- en buitenland. In korte tijd werden in een groot aantal landen stichtingen gedaan. De internationale beweging werd naar het voornaamste vooroorlogse apostolaat van de Vrouwen van Nazareth eveneens de ‘Graalbeweging’ genoemd.
In opdracht van de Vrouwen van Nazareth werd naar een ontwerp van Jan Stuyt in 1931 een vormingshuis gebouwd voor degenen die wilden toetreden. In 1953 werd aan het hoofdgebouw van Stuyt een kapel toegevoegd van de hand van Nico van der Laan met medewerking van zijn broer, Dom Hans van der Laan osb. In de fase van internationale ontplooiing van de Graalbeweging werd de vestiging in Nederland relatief minder belangrijk. De Tiltenberg ontwikkelde zich tot een vormingscentrum met een gevarieerd aanbod voor een breed publiek. Na decennia op deze wijze van betekenis te zijn geweest, bleek exploitatie echter niet meer haalbaar.
In 2003 werd De Tiltenberg verkocht aan het bisdom Haarlem om er de priesterstudenten van het Grootseminarie Het Willibrordhuis onder te brengen en om als Centrum voor kerkelijke opleidingen in te richten. Na een grondige verbouwing kon De Tiltenberg in november 2006 in gebruik worden genomen. Tegenwoordig herbergt De Tiltenberg de priester-, diaken- en catechistenopleiding van het bisdom Haarlem-Amsterdam. Verder vindt de toeleiding voor aankomende pastoraal werkers er plaats en worden er tal van cursussen gegeven.

## Grootseminarie Het Willibrordhuis
Het seminarie is gesticht in 1997 door de toenmalige bisschop van Haarlem, mgr. H. Bomers, in nauwe samenwerking met zijn hulpbisschop, Mgr. dr. J.M. Punt, die in 1998 bij het plotselinge overlijden van mgr. H. Bomers, het bestuur van het bisdom heeft overgenomen.
Tevoren was er in Amsterdam een convict geweest (sinds 1984) waar priesterstudenten samenwoonden, dat gewijd was aan de heilige Willibrord. Bij de stichting van het seminarie werd die titel overgenomen, waardoor het seminarie bekendstond als “Het Willibrordhuis”. 
Sint Willibrord († 739) wordt vereerd als patroon van de Utrechtse kerkprovincie en van het bisdom Haarlem-Amsterdam. Als missionaris bracht hij het evangelie. Met zijn gezellen verkondigde hij het geloof in Jezus Christus aan de bewoners van deze streken en zo heeft hij het fundament gelegd voor de kerk in de wijde regio.
Op De Tiltenberg wordt de opleiding en vorming verzorgd van de priesterstudenten. Naast de seminaristen die er wonen, studeren er eveneens de kandidaten van het Redemptoris Mater-seminarie voor seminaristen van het bisdom Haarlem-Amsterdam die zich aan de nieuwe evangelisatie willen wijden en de Neocatechumenale Weg volgen. 
Gedurende zes jaren wijden zij zich aan de studie van filosofie en theologie en verwante wetenschappen. Gedurende de studie worden kleinere stages verricht. In een zevende jaar is de student als diaken in de parochie voor een pastoraal jaar, aan het einde waarvan hij tot priester wordt gewijd.
De theologie-studie is sinds het jaar 2000 geaffilieerd aan de Pauselijke Lateraanse Universiteit, hetgeen inhoudt dat de seminaristen hun studie kunnen afsluiten met een graad van die universiteit. 
Naast de wetenschappelijke vorming zijn de menselijke, geestelijke en pastorale vorming van groot belang voor een toekomstig priester en wordt er bijzondere waarde gehecht aan het bevorderen van de onderlinge verbondenheid, waardoor de priesters elkaar gemakkelijker zullen kunnen steunen wanneer zij werkzaam zijn. De toekomstige priesters bidden en leven samen. Het seminarie is daarom wel genoemd: een opnieuw beleven van de ervaring van de apostelen die in een gemeenschap met Jezus aan het hoofd, werden gevormd en voor hun zending toegerust.
Het seminarie is gesticht onder aanmoediging van paus Johannes Paulus II, die kort na de oprichting de Nederlandse Bisschoppen als volgt toesprak bij hun vijfjaarlijks gezamenlijk bezoek aan de eeuwige stad en de graven van de apostelen: "Voor de Kerk van morgen moeten de bisschoppen te allen tijde in het bijzonder attent zijn op de vorming van de seminaristen. Daarvoor hebt U het nodig geacht om uw seminaries te reorganiseren. Sommigen onder U hebben zich grote inspanningen getroost om nieuwe diocesane seminaries te creëren. Blijft een groot belang hechten aan de roepingenpastoraal, waarbij alle gelovigen betrokken moeten zijn. Hoe zullen de jongeren de roepstem van Christus ontdekken, als de Kerk dit niet overdraagt door middel van priesters en leken, en als zij niet het geluk laat zien dat gelegen is in het dienen van de Heer?” (18 juni 1998).

## Het Sint Bonifatius-instituut
Eind 1998 werd een begin gemaakt met de opleiding van permanente diakens, catechisten en andere gelovigen die hun theologische kennis willen verdiepen en meestal ook binnen de kerk werkzaam en dienstbaar willen zijn. De opleiding is onder de bescherming van Sint Bonifatius († 754) gesteld, die net als Sint Willibrord en enige tijd met hem samen, werkte aan de evangelisatie van de Lage Landen. 
De zesjarige opleiding vindt om de paar weken op zaterdagen en tijdens enkele studieweken plaats. De twee eerste jaren vormen een soort basis-cursus. Voorts bestaat de mogelijkheid een verkorte opleiding te doen. Sint Bonifatius volgt het programma van een kerkelijk hoger instituut voor godsdienstwetenschappen. Het biedt op deze wijze een mogelijkheid om theologie te studeren aan mensen die volledig werkzaam zijn. Daarnaast wordt een geestelijke vorming geboden door het gezamenlijk gebed en Eucharistie, door geestelijke begeleiding, retraites en bezinningsdagen. De vorming tot het diaconaat staat ook voor gehuwde mannen open; de catechisten – vrouwen en mannen – volgen nagenoeg dezelfde opleiding. Op 15 november 2008 werd het instituut door de Congregatie voor de Katholieke Opvoeding in Rome verbonden met de Pauselijke Lateraanse Universiteit – evenals het seminarie – en opgericht en goedgekeurd als Hoger Instituut voor Godsdienstwetenschappen met de bevoegdheid de graden van Bachelor en Licentiaat in de godsdienstwetenschappen te verlenen.
Naast het gewone studieprogramma bestaat de mogelijkheid afzonderlijke cursussen en modules te volgen. Voor toekomstige pastoraal werkers is er een speciaal toeleidingsprogramma, waardoor zij met een beperkt programma in drie jaar tijd hun theologiestudie enigszins kunnen aanvullen, geestelijke vorming kunnen ontvangen en kennis kunnen maken met de diensten van het bisdom Haarlem-Amsterdam.

## Het Centrum voor de sociale leer van de kerk
In 2008 is het Centrum voor de sociale leer van de kerk door de bisschop van Haarlem opgericht. Dit centrum heeft tot doel de kennis en toepassing van deze leer die een rechtvaardige opbouw van de samenleving beoogt, te verbreiden. Om dit doel te verwerkelijken organiseert het centrum lezingen, studiedagen, cursussen, gesprekken en symposia, verzorgt het publicaties en tracht het de sociale leer met alle daartoe dienstige middelen onder de aandacht te brengen, vooral van hen die maatschappelijke en politieke verantwoordelijkheid dragen.